# 9576 van der Weyden
9576 van der Weyden (1989 CX2) là một tiểu hành tinh vành đai chính được phát hiện ngày 4 tháng 2 năm 1989 bởi E. W. Elst ở Đài thiên văn Nam Âu.